# Becket ou l'Honneur de Dieu
Becket ou l'Honneur de Dieu é uma peça de teatro francesa de 1959 escrita pelo dramaturgo Jean Anouilh. Apresentada pela primeira vez no Teatro Montparnasse no 14.º arrondissement de Paris em 8 de outubro de 1959, traz Roland Piétri no papel principal e narra o conflito entre Thomas Becket e o rei Henrique II de Inglaterra. A obra foi adaptada para o cinema no filme Becket de 1964.
Venceu o Tony Award de melhor peça de teatro.